# عيسى عيسى
عيسى عيسى (12 سبتمبر 1984 ببيروت في لبنان - ) هو لاعب كرة قدم لبناني في مركز الوسط. شارك مع منتخب لبنان لكرة القدم. أما مع النوادي، فقد لعب مع بوروسيا دورتموند 2 وفاتنشايد 09 ونادي أوردينغن 05 و1. FC Bocholt ‏ وSV Lippstadt 08 ‏ وHammer SpVg ‏ وSportfreunde Siegen ‏ ونادي مبن ‏.

## وصلات خارجية
- عيسى عيسى على موقع قاعدة بيانات كرة القدم.إي يو (الإنجليزية)
- عيسى عيسى على موقع بيانات كرة القدم. دي إي (الألمانية)
- عيسى عيسى على موقع ناشيونال فوتبول تيمز (الإنجليزية)
- عيسى عيسى على موقع Soccerway.com (الإنجليزية)
- عيسى عيسى على موقع عالم كرة القدم.نت (الإنجليزية)